# Portierswoning 'T huizeke van Toen

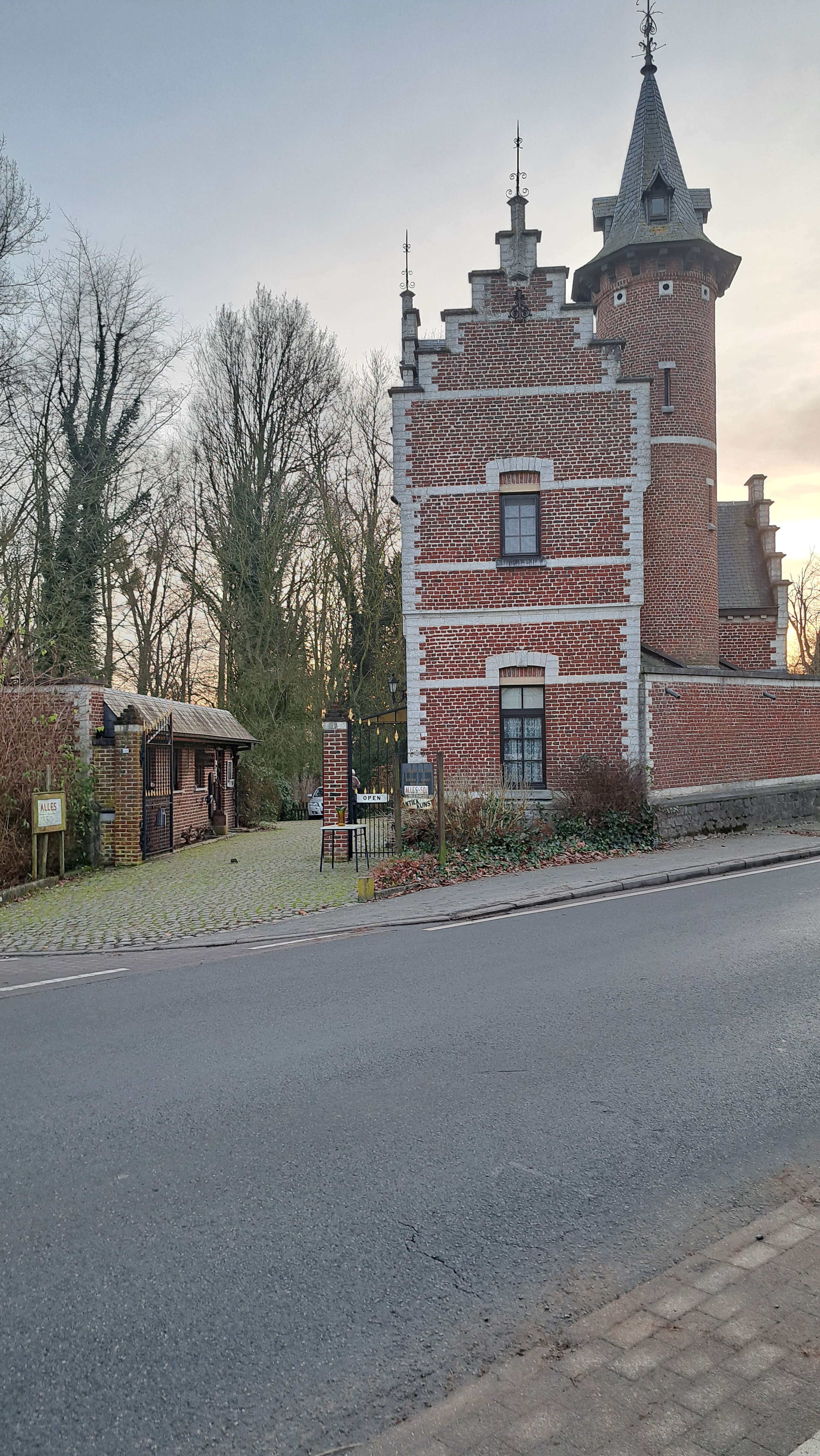
Foto van antiekwinkel 'T huizeke van Toen langs straatkant

'T Huizeke van Toen is een portierswoning uit 1890, gebouwd als onderdeel van het Kasteel Inkendaal in Vlezenbeek, Sint-Pieters-Leeuw (Vlaams-Brabant).

## Geschiedenis
Het kasteel was destijds eigendom van Henri Bollinckx, een fabrikant van stoommachines. Hij liet de woning bouwen in een pittoreske bak- en zandsteenstijl met trapgevels en een spits hoektorentje. De portiersloge was verbonden met het kasteel via een nieuwe, met taxusbomen overschaduwde laan.
De woning diende oorspronkelijk als portiersloge van het kasteel. In 1946 werd het domein, inclusief de portierswoning, verkocht aan de vereniging zonder winstgevend doel 'Les Abeilles', de voorloper van het huidige revalidatieziekenhuis 'De Bijtjes'. Sindsdien heeft het domein verschillende aanpassingen ondergaan. Tegenwoordig wordt de portierswoning gebruikt als antiekwinkel en draagt het de naam 'T Huizeke van Toen, een verwijzing naar zijn historische karakter.